# 池上明子
池上 明子（いけがみ あきこ、1980年 - ）は、日本のデジタル事務官。別府生まれ・別府育ち。2004年、早稲田大学政治経済学部政治学科卒業。
2005年、別府市役所入庁。2018年1月、一般社団法人全国空き家バンク推進機構（現在:一般社団法人全国応援村推進機構）へ出向（派遣研修）。事務局長として当該組織立上げに関わるとともに、空き家利活用にかかる地方創生事業、「応援村 OUEN-MURA」構想など、公民連携でまちづくりを支援する取組を推進。2019年8月、全国応援村実行委員会事務局長就任（現在は、みんなの応援村実行委員会事務局長）。2022年1月、デジタル庁に入庁し、デジタル事務官として岸田政権の重要政策であるデジタル田園都市国家構想等を担当。

## 来歴
- 2004年 - 早稲田大学政治経済学部政治学科を卒業
- 2005年 - 別府市役所入庁
- 2011年 
  - 2⽉ - 市町村職員中央研修所（市町村アカデミー）[1]2010 年度最優秀レポート「学長賞」受賞(テーマ:実現可能な窓⼝改革をさぐる〜市民ニーズに応えるためには）
  - 8⽉ - アメリカ・オレゴン州ポートランド市にて武者修行（10⽇間）
  - 10 ⽉ - 東京財団週末学校にてレポート3部作を発表
    - 「ポートランド“留学” を経て、⽇本を考える ～building sustainable local community」（2012.9）
    - 「南相⾺レポート 原発事故20キロの現場から「地方⾃治」を考える」（2012.10）
    - 「別府市議会事務局から住民の幸福を追求する〜議会図書室に世界への「扉」を創る」（2012.10）
- 2015年 - 別府市企画部政策推進課にて地方創生を担当（総合計画・総合戦略の策定）
- 2016年 - 「窓⼝変われば、市役所変わる」プロジェクトチームにて、縦割り行政を横串に刺す“多職種・若⼿チーム”で市役所の窓⼝改革を推進
- 2017年 - 別府市福祉保健部福祉政策課にて、⼦供の貧困対策・別府版「生涯活躍のまち」（別府版 CCRC 構想）の企画・調整を担当
- 2018年1⽉ - 一般社団法人「全国空き家バンク推進機構（ZAB）」[2]へ派遣研修。事務局長として当該組織の⽴上げに関わる。空き家利活⽤にかかる地方創生事業、「応援村 OUEN-MURA」構想など、公民連携でまちづくりを支援する取組を推進
- 2019年8⽉ - 全国応援村実行委員会事務局長就任。世界的なスポーツ観戦が行われる2021年夏に、賛同する地方⾃治体を主催者とする「応援村 OUEN-MURA」の全国100万か所設置に向け活動を推進[疑問点 – ノート]
- 2020年
  - 3⽉ - BSフジ『小山薫堂　東京会議』[3]出演。（#257 2020/5/2放送「コロナと闘う応援村で何をすべきか」#258 2020/5/16放送　「応援村ロゴデザインコンペ」[4]）「コロナと闘う応援村」発⾜に向けた各種調整、実行委員（音楽プロデューサー松任谷正隆・放送作家小山薫堂など）と数々の企画を打ち出す[要出典]。
  - 8⽉ - 「77 億人えがおプロジェクト」[5]を全国の⼦どもたちと展開。約1万2,000枚のえがおイラストが集まる。NHK ウィズコロナプロジェクト「みんなでエール」[6]にて取組が紹介される。[疑問点 – ノート]
  - 10月 - 「コロナと闘う応援村」を「みんなの応援村」[7]へ改名
  - 12月　第71回NHK紅白歌合戦[8][9][10]にて「77億人えがおプロジェクト」が大々的に紹介される。[疑問点 – ノート]
- 2021年1月 ‐ 
  - 「全国応援村実行委員会」は「みんなの応援村実行委員会」に、その目的と使命を統合。現在は、みんなの応援村実行委員会事務局長として[疑問点 – ノート]、新たな災害支援の方法の構築、「活力ある地方を創る首長の会」（会長：鈴木康友浜松市長）との連携など、地域活性化・コミュニティの再生（人を孤独にしない）という社会的使命を果たすためのコンテンツ作り及び枠組の構築に取り組む[要出典]
  - その間、改正土地基本法に係る論説文を執筆し、日本不動産学会誌（No.135）[11]に掲載される （テーマ：空き家・空き地問題解決に向けた⾃治体が講じるべき方策−改正⼟地基本法の有効性に係る考察を踏まえて−)
  - 全国での講演及びファシリテートなども行う。
- 2022年1月‐　別府市役所退職、デジタル庁入庁　　
  - デジタル事務官として岸田政権の重要政策であるデジタル田園都市国家構想等を担当。

## 職歴
- 2005年4⽉〜2007年6⽉：企画部 広報広聴課 広聴係 
  - 市長の声を市民に届け、市民の声を政策に生かす業務（市政報告会、苦情対応、市政モニター等担当）
- 2007年7⽉〜2011年3⽉（産休育休1年2か⽉取得）：総務部 保険年金課 保険給付係 
  - ⾼額療養費及び療養費に関する窓⼝及び給付業務等 ※この職場で窓⼝業務を担当した際、レポート「実現可能な窓⼝改革をさぐる〜市民ニーズに応えるためには」を執筆、市町村アカデミーに提出。2011 年「学長賞」を受賞
- 2011年4⽉〜2013年3⽉：議会事務局 調査係 
  - 調査全般、行政視察受⼊、議会報発行等 ※この職場で、別府市の「住民⾃治」の現状を知る。アメリカで住みたいまち No.1 と⾔われるオレゴン州ポートランド市へ武者修行に行くことを決意。住民⾃治が成功しているといわれるまちで、住民参加・民主主義について学ぶ（ポートランド州⽴⼤学が実施する現地研修に参加）。
- 2013年4⽉〜2014年5⽉：福祉保健部 障害福祉課 
  - ケースワーカー、障害福祉サービス支給決定業務（障害者・障害児）
- 2014年6⽉〜2016年3⽉：企画部 総合政策課 企画係 
  - 総合戦略及び総合計画の策定、市長特命担当
- 2016年4⽉〜2016年11⽉：福祉保健部 福祉政策課 
  - 新設「福祉政策課」の組織作り、別府版 CCRC 構想の企画調整
- 2016年12⽉：建設部 建築指導課
- 2017年1⽉：一般社団法人全国空き家バンク推進機構（派遣研修）

- 全国空き家バンク推進機構（ZAB）事務局長として、新規組織の⽴ち上げ、空き家空き資源を通じた地方創生事業、応援村構想に係る官民連携プロジェクト事　 業、人材育成事業等[要出典]

- 2021年6月～:一般社団法人全国応援村推進機構に名称変更
- 2022年1月～現在：別府市役所退職、デジタル庁入庁　　
  - デジタル事務官として岸田政権の重要政策であるデジタル田園都市国家構想等を担当。
  - 地方公務員を退職し国家公務員に採用されることは異例。「国のために尽くすことが、愛する別府のために尽くすことにつながると信じてこれからの人生精進したい」との挨拶があった。